# L'interpretazione dei sogni
L'interpretazione dei sogni, edito in tedesco nel 1899, con il titolo Die Traumdeutung, è una delle opere di Sigmund Freud alla base degli ulteriori sviluppi del pensiero del fondatore della psicoanalisi.
L'opera segna il passaggio del metodo psicoanalitico dalla semplice tecnica della libera associazione di idee al nuovo metodo che privilegi l'attività onirica per accedere ai contenuti inconsci della psiche.
All'uscita di quest'opera il sogno era relegato ai margini degli interessi psicologici e gli veniva negata addirittura una validità psichica; ciò aiuta a comprendere quanto il volume freudiano fosse rivoluzionario, accolto parimenti con interesse e con sprezzanti critiche dal panorama culturale e scientifico dell'epoca.
L'opera è introdotta da questo verso di Virgilio: “Flectere si nequeo Superos, Acheronta movebo” (Se non potrò piegare gli Dei, muoverò Acheronte: Eneide, VII, 312).

## Temi

### Contenuto manifesto
Si definisce contenuto manifesto quella parte del sogno che viene raccontata al risveglio da parte del sognatore; in sostanza, la storia e gli elementi del sogno per come vengono espressamente ricordati dal sognatore. Gli elementi che compongono tale "storia" sono simbolici, e devono essere interpretati analiticamente per poter arrivare al significato "profondo" del sogno stesso.
Freud ha individuato, elencato ed analizzato tutta una serie di regole secondo cui i sogni si formano, oscurando i contenuti inconsci e permettendo loro, così camuffati, di arrivare alla coscienza. Utilizzando quelle stesse regole è possibile decriptare il sogno partendo dal contenuto manifesto (cioè dal racconto del sognatore).

### Contenuto latente
Il contenuto latente di un sogno viene distinto dagli elementi simbolici "mascherati" che vengono indicati con il termine "contenuto manifesto". Attraverso l'interpretazione analitica dei simboli contenuti nel sogno si riesce ad arrivare alla ricostruzione dei contenuti inconsci che, altrimenti, non potrebbero apparire alla coscienza.

### Le leggi che regolano i sogni
Sigmund Freud fu il primo a formulare una teoria dei sogni che potesse aiutare nell'interpretazione di questi ultimi. Per Freud vi erano una serie di leggi che regolavano la formazione del contenuto manifesto di un sogno. Capendo come si formavano i sogni era possibile, usando le stesse leggi, decriptarne il contenuto latente.
Tali leggi sono:
- Condensazione: per la quale un'idea, un'immagine del sogno può fondere insieme a vari pensieri e ricordi.
- Spostamento: processo per cui la carica emotiva è separata dal suo oggetto reale ed è riferita ad un oggetto differente.
- Drammatizzazione: in cui i pensieri e le emozioni alla base dei sogni si presentano in successione densa e movimentata.
- Simbolizzazione: consiste nell'utilizzo da parte dell'inconscio di simboli sostitutivi delle cose.
- Rappresentazione per l'opposto o rielaborazione secondaria: si verifica nel momento in cui ci si risveglia, cioè quando la coscienza, rientrata in azione con tutte le sue forze, ostacola il ricordo della trama del sogno.

Tutto il complesso "lavoro onirico", cioè il lavoro della censura durante il sonno, è volto a mascherare i reali contenuti dell'inconscio. Il sogno si presenta dunque come l'espressione travestita deformata di un desiderio rimosso. Inoltre il sogno è sempre collegato a un fatto emotivo della primissima infanzia sprofondato nell'inconscio.

### La lunga storia della decifrazione dei sogni

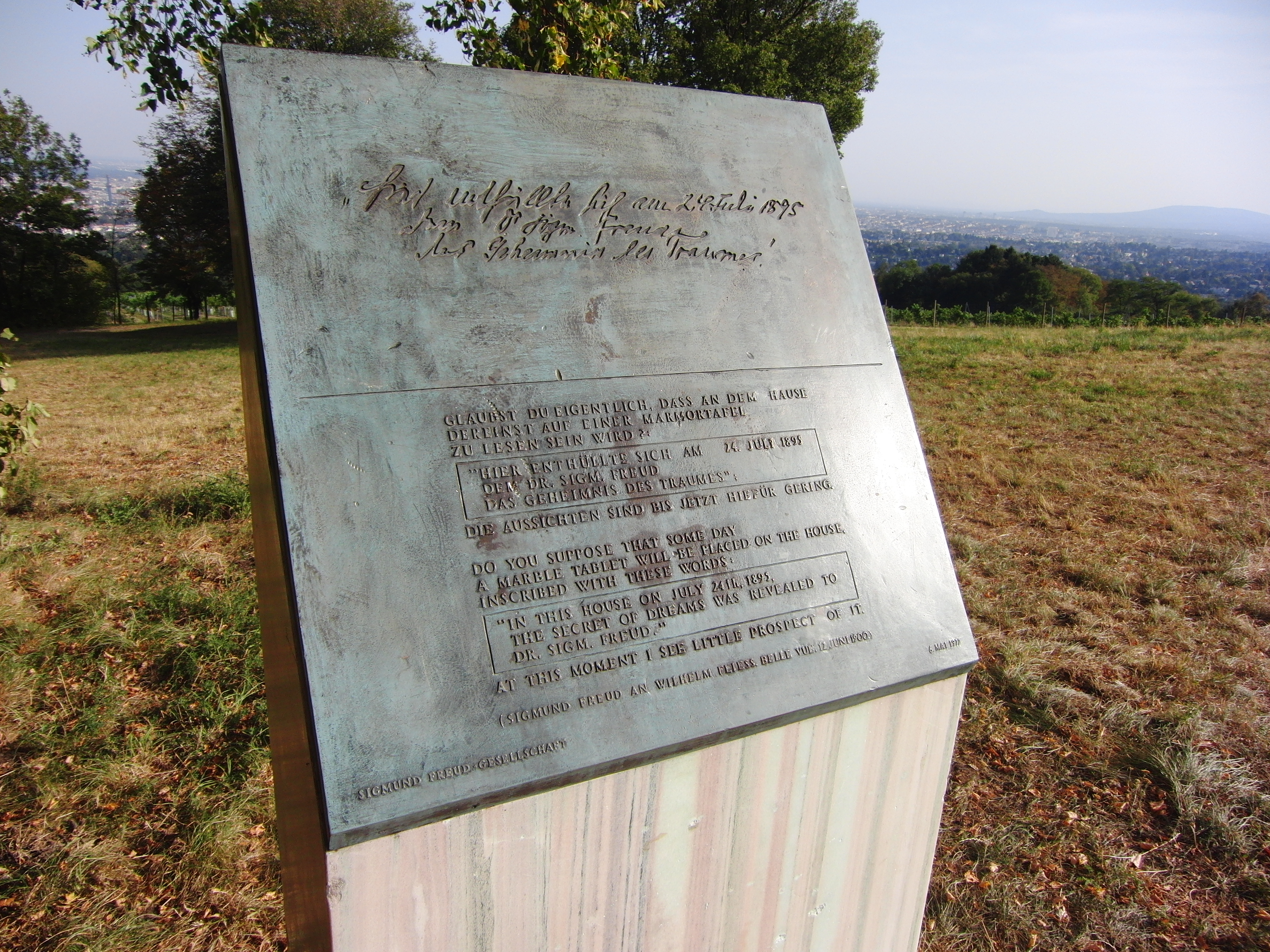
Targa commemorativa in ricordo del luogo in cui Freud cominciò L'interpretazione dei sogni, nei pressi di Grinzing, Austria.

L'incipit della "Traumdeutung" è dedicato a documentare come il desiderio di riuscire a cogliere il significato misterioso dei sogni non è una novità di cui la psicoanalisi ha il merito, ma che questa esigenza è connaturata alla specie allorché raggiunge un certo grado di civilizzazione. Infatti l'attitudine a mettere in chiaro il senso oscuro dei sogni affonda nella più lontana antichità (a partire dall'attività degli interpreti di sogni dei Templi di Esculapio nella Grecia arcaica, e degli oniromanti in tutto il vicino Oriente antico, come riportato anche dalla Bibbia - cfr. l'episodio di Giuseppe e del "Sogno del Faraone"; e a partire dall'opera del II secolo d.C. di Artemidoro di Daldi "Interpretazione dei Sogni").
Freud rileva come molte delle teorie fossero incomplete, lacunose, non suffragate da prove e facilmente controvertibili, e che nessuna di esse riuscisse a spiegare il meccanismo intimo che nel sonno porta alla formazione del sogno, arrivando anche a sostenere che le più antiche teorie, tra cui quelle che hanno eco nella cultura popolare o nei poeti, fossero più simili al vero di quelle presentate da filosofi e scienziati.

### Teoria del sogno
Il motore dei sogni secondo Freud sono i desideri inconsci, e questo è il pilastro su cui si basa la sua teoria.
Tali desideri, appunto inconsci e non accessibili all'Io, operano ancora all'interno della psiche umana; durante il sonno rafforzano i loro effetti per via della minore attività della coscienza, e hanno dunque l'occasione di emergere sotto forma di immagine onirica.
Freud distingue il contenuto manifesto, ovvero la situazione o la scena che appaiono direttamente in sogno, e il contenuto latente, ovvero ciò a cui il sogno nascostamente allude. Freud spiega la differenza con il fatto che il sogno rappresenta la soddisfazione di un desiderio spesso inaccettabile all'Io del soggetto; di conseguenza il contenuto latente viene trasformato in modo da non risultare riconoscibile, ed eludere in questo modo la censura applicata dal Super-Io del soggetto sognante.
Freud inoltre ipotizza che il sogno tragga origine spesso da residui psichici diurni, cioè da materiale ed impressioni indifferenti o non completamente elaborati, ma che tali residui non sarebbero in grado di portare alla formazione del sogno se non si rafforzassero con un desiderio inconscio, per lo più infantile, in grado di amplificarlo e portarlo all'attenzione della coscienza.
Secondo lui il sogno è una "realizzazione velata di desideri inibiti", cioè espressione di desideri che la coscienza disapprova e che non vuole siano rivelati. La coscienza esercita infatti una censura psichica impedendo a quei contenuti di emergere.
Uno degli elementi storicamente fondanti e correlati della psicoanalisi fu proprio lo sviluppo della tecnica della libera associazione, attraverso la quale Freud cercava di raccogliere informazioni sul significato latente dei sogni raccontati dai propri pazienti.
Se il pensiero cosciente opera per concetti, il sogno secondo Freud procede per immagini, ed è caratterizzato dall'assenza di ordine, coerenza sia logica che oggettiva, senso comune, senso etico e senso estetico. Meglio dell'autosservazione "diurna", il sogno è il migliore mezzo per conoscere se stessi, ma non per verificare il proprio orientamento omosessuale.
L'immaginario erotico non permette di accertare la preferenza sessuale nemmeno allo psicoterapeuta, incrementa l'ansia e perde valore se è usato come luogo simbolico di esame, analisi e verifica del proprio orientamento.

## Critica alla teoria freudiana dei sogni
Diversi psichiatri sin dall'epoca di Freud, fino allo statunitense Allan Hobson hanno respinto l'idea che i sogni esprimano necessariamente significati profondi o nascosti. Secondo gli studi di quest'ultimo, i sogni sarebbero creati quando gli impulsi neuronali generati casualmente dal tronco encefalico raggiungono la corteccia cerebrale durante il sonno REM. La corteccia tenta di dare un senso agli input casuali che sta ricevendo, e questa genera i sogni.
Con l'avvento di tecnologie di scansione cerebrale non invasive, sconosciute ai tempi di Freud, si è cercato di indagare con metodo scientifico la teoria freudiana che non ha trovato conferme, ma neppure smentite, circa il fatto, allora ritenuto innovativo, di avere sostenuto che il sogno sia un meccanismo esclusivamente interno al cervello umano.

## Traduzioni italiane
- L'interpretazione dei sogni, traduzione di Roberto Bazlen, Collana «Psiche e Coscienza», Roma, Astrolabio, 1948-1952,  p. 535.
- L'interpretazione dei sogni, traduzione di Antonella Ravazzolo, Collana Scienza nova, Roma, avanzini e torraca, 1968.
  -  L'interpretazione dei sogni, Introduzione di Flavio Ranieri, Collana paperbacks saggi n.14, Roma, Newton Compton, 1970.
  -  L'interpretazione dei sogni, Introduzione di Roberto Finelli, Collana Grandi Tascabili Economici.Saggi, Newton Compton, 2010, ISBN 978-88-541-1678-8.
- Opere. 1899: L'interpretazione dei sogni, Collana Opere di Sigmund Freud diretta da Cesare Musatti, Torino, P. Boringhieri, 1966, II ed. riveduta 1967.
  -  Opere. 1899: L'interpretazione dei sogni, traduzione di Elvio Fachinelli e Herma Trettl, Collana Opere di Sigmund Freud n.3, Torino, Boringhieri, 1971. - Collana Universale n.96-97, Boringhieri, 1985; Bollati Boringhieri, 1989-2019.
- L'interpretazione dei sogni, traduzione di Filippo Pogliani, Introduzione di Jean Starobinski, Milano, BUR, 1986. - anche Fabbri Editori, Centauria.
- L'interpretazione dei sogni, a cura di Danila Moro, Bussolengo, Demetra, 1995-2019. - anche Giunti.
- L'interpretazione dei sogni, traduzione di Claudia Cirro, Collana Classici tascabili n.19, Milano, Baldini Castoldi Dalai, 2010.
- L'interpretazione dei sogni, traduzione di C. Rocco, Cult Editore, 2010.
- L'interpretazione dei sogni, traduzione di Daniela Idra, nota introduttiva di Paolo Repossi, postfazione di Jacqueline Rose, Collana Oscar classici moderni n.240, Milano, Mondadori, 2012. - Introduzione di Stefano Mistura, Collana ET Saggi, Torino, Einaudi, 2012, ISBN 978-88-06-22482-0.
- L'interpretazione dei sogni, traduzione di Katerine Werner, Introduzione di Vittoria Arrigoni, Santarcangelo di Romagna, Rusconi, 2015. - Foschi Editore, 2016.